# I Spit on Your Grave: Deja Vu
I Spit on Your Grave: Deja Vu ist ein US-amerikanischer Horrorfilm und eine direkte Fortsetzung zu Ich spuck auf dein Grab aus dem Jahr 1978.

## Inhalt
Der Film spielt 40 Jahre später nach Jennifer Hills Vergewaltigung, denn sie rächte sich an ihren Peinigern. Jennifer und ihre Tochter namens Christy werden erneut attackiert, da die Familien der ermordeten Vergewaltiger Rache nehmen wollen. Es beginnt bald ein Jagd auf Christy und ihre Mutter.

## Synchronisation
| Figur          | Schauspieler     | Deutscher Synchronsprecher |
| -------------- | ---------------- | -------------------------- |
| Jennifer Hills | Camille Keaton   | Susanne Szell              |
| Christy Hills  | Jamie Bernadette | Karoline Vogel             |
| Becky          | Maria Olsen      | Gisa Flake                 |
| Herman         | Jim Tavaré       | Sven Riemann               |
| Kevin          | Jonathan Peacy   | Felix Isenbügel            |
| Scotty         | Jeremy Ferdman   | Knud Riepen                |
| Henry Stillman | Roy Allen III    | René Hofschneider          |

## Produktion und Veröffentlichung
Regie führte Meir Zarchi, der ebenfalls das Drehbuch schrieb. Die Produzenten waren
Jan O’Connell und Terry Zarchi. Für die Kameraführung war Pedja Radenkovic verantwortlich. Für den Schnitt verantwortlich war Terry Zarchi. Der Film kam am 28. April 2019 auf DVD und Blu-ray heraus. In Deutschland erschien er am 24. Januar 2020.

## Rezeption
- Lexikon des internationalen Films: „Ein weitgehend dilettantischer, bis auf wenige Ausnahmen schlecht gespielter Versuch, ans 1970er-Jahre-Genrekino anzuschließen; der schmierige Sexismus der weitgehend sinnfreien Handlung ist dabei fast noch unangenehmer als der Sadismus der Gewaltszenen.“[6]